# Bossons/Blécherette
Bossons/Blécherette ist ein Stadtteil (Quartier) der Schweizer Stadt Lausanne. Er befindet sich im Nordwesten der Stadt.
Der Stadtteil selbst ist wiederum in sechs Teilbereiche (Sektoren) aufgeteilt. Es sind dies Stade, Ancien-Stand, Bois-Mermet, Bois-Gentil, Bossons und Blécherette. Auf einer Fläche von 1.812 km² wohnten im Jahr 2018 rund 7399 Einwohner.

## Lage
Der Stadtteil ist durch zwei stark befahrene Strassen mit dem Stadtzentrum verbunden. Im Norden des Quartiers befindet sich der Flugplatz Lausanne-La Blécherette. Zudem verläuft die A9 in der Nähe des Ortsteils.

## Öffentliche Verkehrsmittel
Bossons/Blécherette ist an die Buslinien 1, 3 und 21 der Transports publics de la région Lausannoise angebunden.

## Bauwerke und Sehenswürdigkeiten
- Flugplatz Lausanne-La Blécherette
- World Trade Center Lausanne

## Galerie

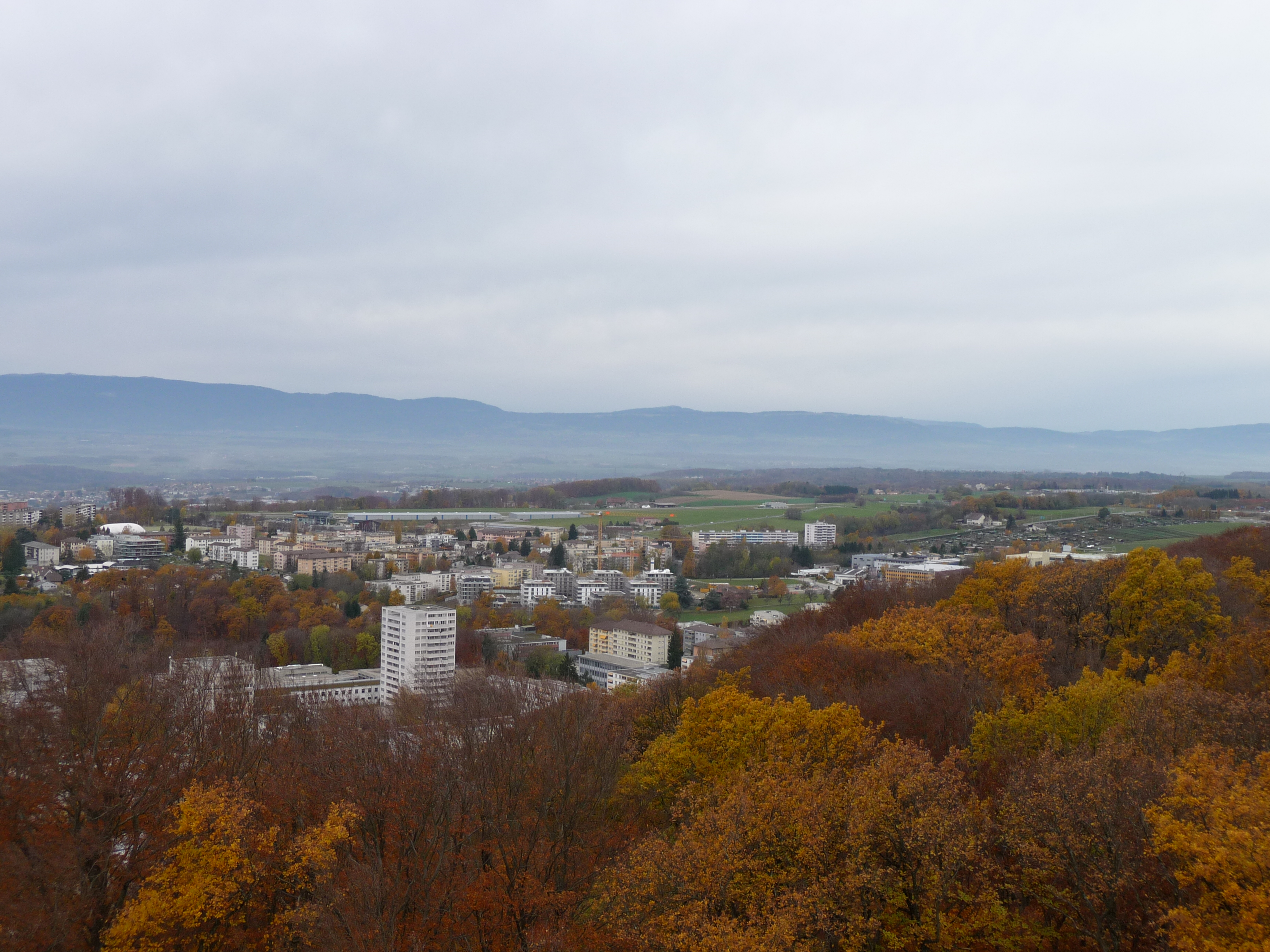
Stadtteil im Überblick
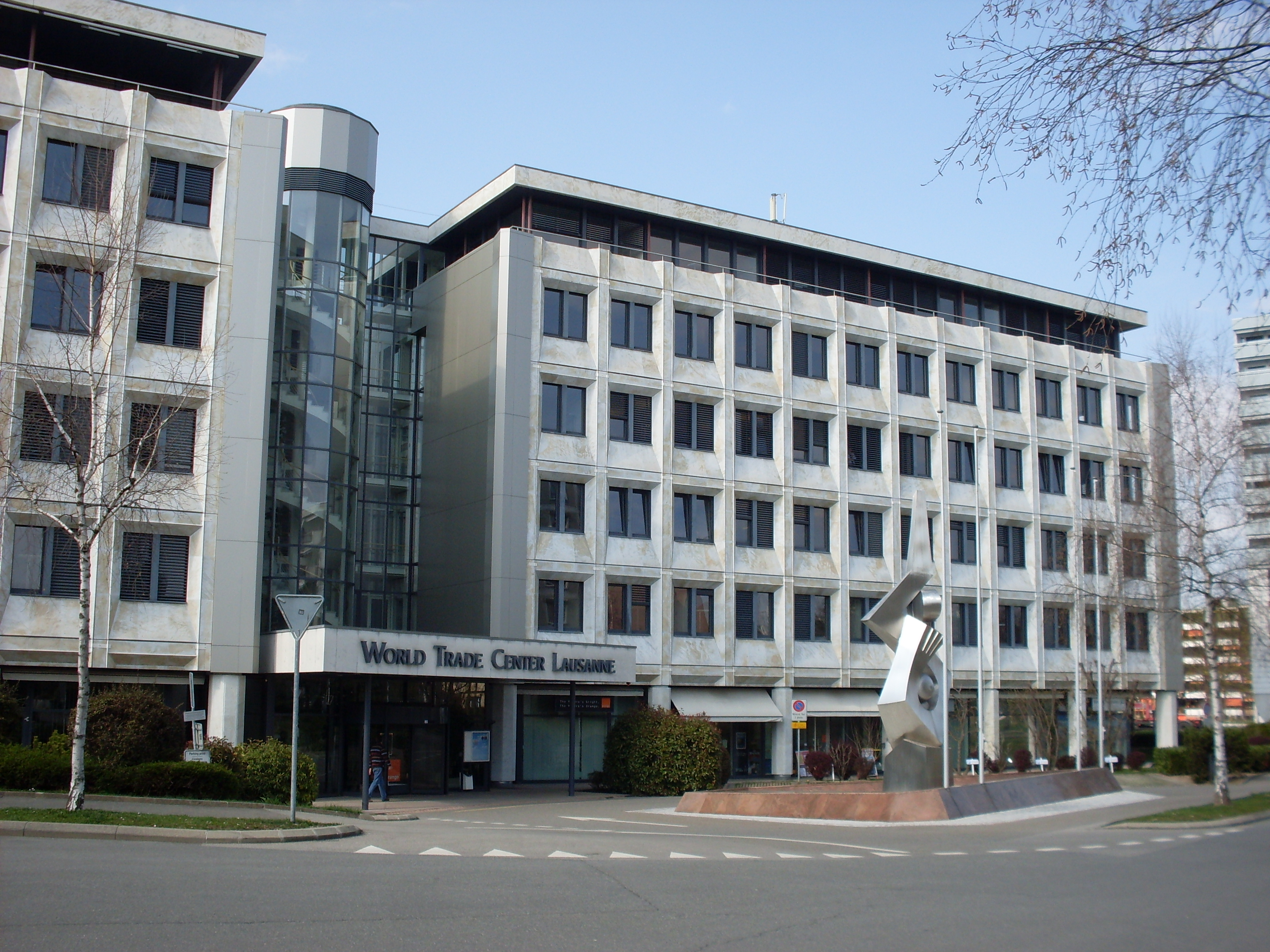
Haupteingang des World Trade Center Lausanne
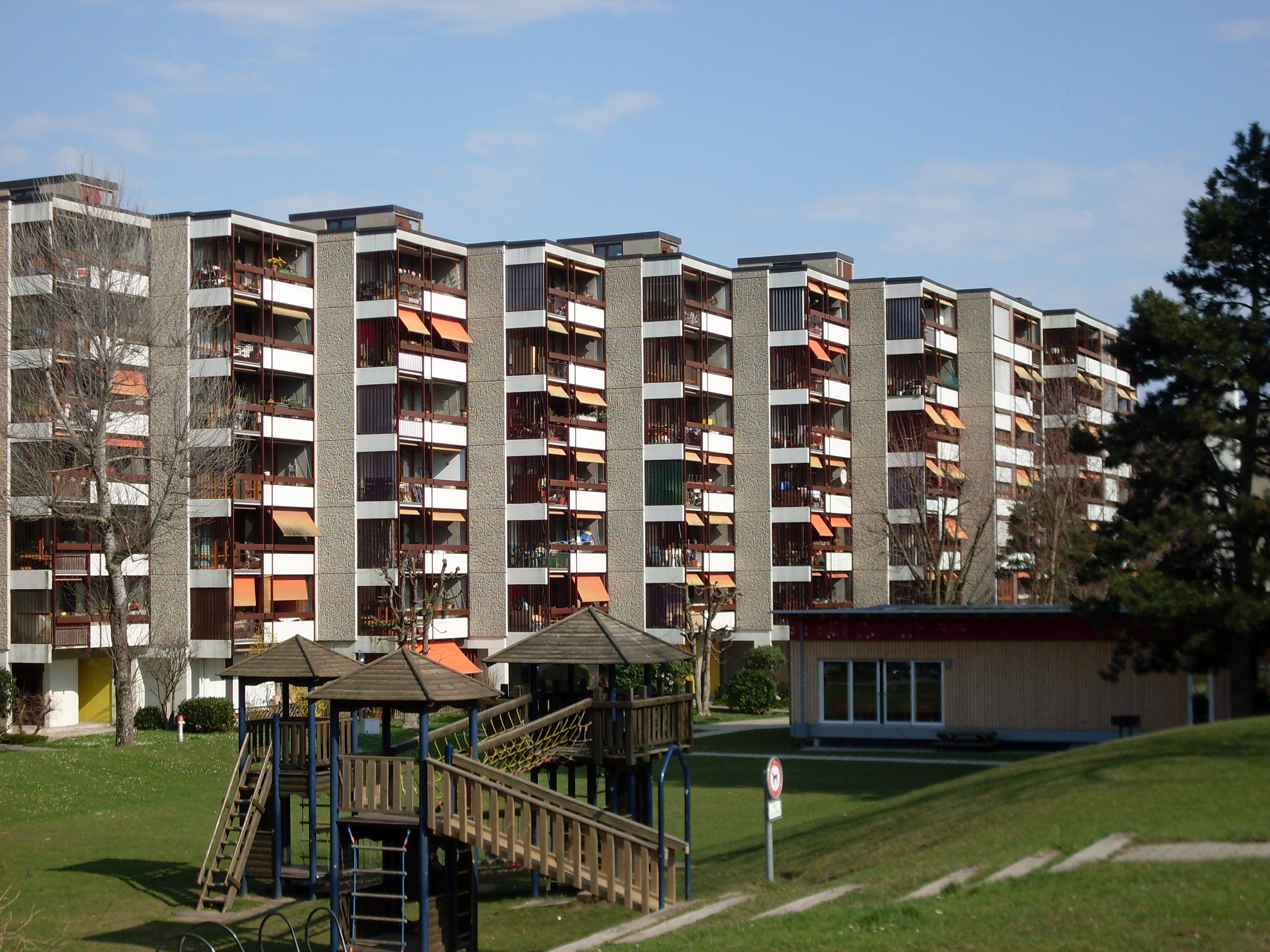
Wohnblock
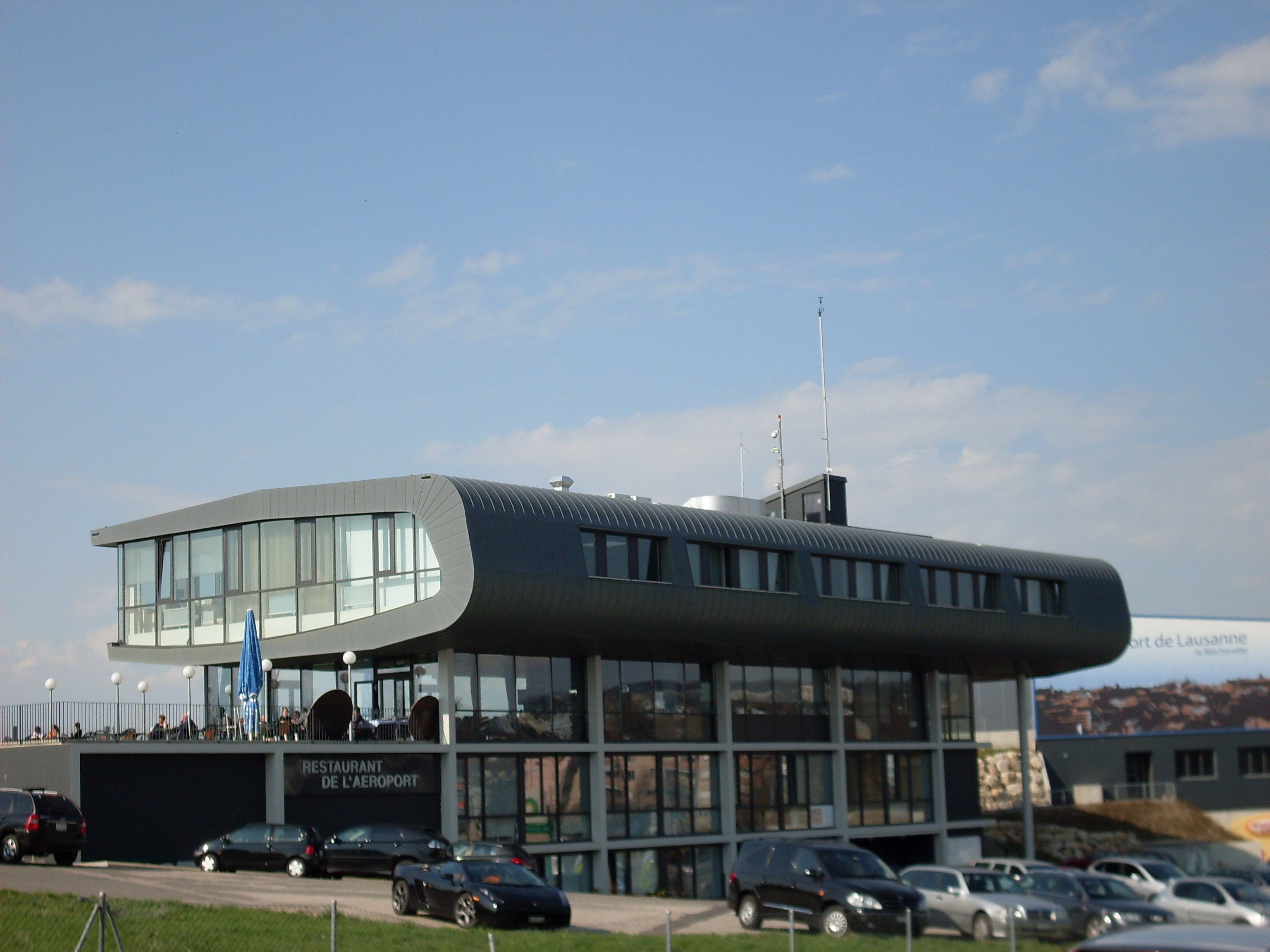
Empfangsgebäude des Flugplatzes Lausanne-Blécherette